# Sägmühle (Pillnach)
Sägmühle, die Wüstung einer Einöde, war ein amtlich benannter Gemeindeteil der ehemaligen Gemeinde Pillnach.
Die Lage der ehemaligen Sägmühle am Großen Leithenbach liegt heute auf Gemeindegebiet von Kirchroth im niederbayerischen Landkreis Straubing-Bogen. Der Ort gehörte zur katholischen Pfarrei Pondorf.
Der Historische Atlas von Bayern bezeichnet Sägmühle als eine Neugründung nach der Gemeindebildung von 1818, aber vor 1840.  Die letztmalige Erwähnung in den amtlichen Ortsverzeichnissen für Bayern erfolgte mit den Volkszählungsdaten von 1961 für den Gebietsstand 1. Oktober 1964, als abgebrochene Einöde. 1969 wurde der Ortsname aufgehoben.

## Einwohnerentwicklung
| Jahr        | 1838 | 1860     | 1861    | 1871    | 1875 | 1885    | 1900    | 1925    | 1950    | 1961          |
| ----------- | ---- | -------- | ------- | ------- | ---- | ------- | ------- | ------- | ------- | ------------- |
| Einwohner   | nv   | 5 Seelen | 4 Einw. | 4 Einw. | 3    | 4 Einw. | 7 Einw. | 2 Einw. | 1 Einw. |               |
| Wohngebäude | nv   | 1 Haus   | 2 Geb.  | 2 Geb.  |      | 1 Wgb.  | 1 Wgb.  | 1 Wgb.  | 1 Wgb.  | (abgebrochen) |